# Дев (певица)
Де́вин Стар Тейлз (англ. Devin Star Tailes; род. 2 июля 1989, Трейси, Калифорния, США), более известная как Дев (англ. Dev) — американская певица.

## Биография

### Ранние годы
Дев родилась в городе Трейси, штат Калифорния. Мать — Лиза, агент по операциям с недвижимостью, отец — Рики Тейлс, красящий подрядчик. Семья Дев из Коста-Рики, но она росла в Мантеки и имеет португальское и мексиканское происхождения. У неё есть две младшие сестры, Сьерра Сол и Мэйзи Луа. В 4 года Дев записалась на секцию плавания и участвовала в программе Олимпийского резерва США.

### Музыкальная карьера
Дев была замечена группой The Cataracs, когда она отправила песню на MySpace. Затем её песня «Booty Bounce» была использована в сингле Far East Movement «Like a G6», который достиг первого места в чарте US Billboard Hot 100. Дев подписала контракт с Universal Republic в октябре 2010 и выпустила свой первый официальный сингл, «Bass Down Low» в декабре. Песня дебютировала на 94 месте в США и на 10 в Великобритании. Дебютный альбом Dev The Night the Sun Came Up выпущен 20 сентября 2011 года, песня «In the Dark» с данного альбома, выпущенная 25 апреля того года, достигла 11-й позиции в Billboard Hot 100 и является самым успешным сольным проектом певицы по настоящее время.
В середине 2016 года Дев начала продвигать свой второй альбом с заглавным синглом «# 1» с участием Nef the Pharaoh. Этот альбом вошел в 15 лучших в чарте Billboard Rhythmic Songs. Второй студийный альбом Дев “I Only See You When I’m Dreamin” был доступен для предварительного заказа в июле 2017 года; он включает синглы “All I Wanna Do” и “Come at Me” и является ее первым полноформатным проектом после “The Night the Sun Came Up” 2011 года.

### 2009–10: Начало карьеры
В 2009 году Дев сделала кавер на песню Эми Уайнхаус «Back to Black», и после того, как друг разместил песню на MySpace вместе с оригинальной песней о бывшем парне, группа Cataracs связалась с Дев.

### Личная жизнь
9 декабря 2011 года Дев родила дочку по имени Эмилия Лав Горекки, чьим отцом является её давний возлюбленный Джимми Горекки.

## Дискография

### Студийные альбомы
- The Night the Sun Came Up (2011)
- I Only See You When I'm Dreamin' (2017)

### Мини-альбомы
- Not All Love Songs Have To Be So Sad (сплит EP с NanosauR) (2014)
- Bittersweet July (2014)
- Bittersweet July Pt. 2  (2014)